# Дом здравља Сопот
Дом здравља Сопот је здравствени центар у Београду, који се налази на територији градске општине Сопот.

## Опште информације
Решењем Народног одбора општине Сопот, бр. 246, 12. јануара 1956. године основан је Дом здравља у Сопоту. Након оснивања овај здравствени центар имао је само службу опште медицине и зубно-лекарску службу. Из Дома здравља Младеновац преузети су радици и опрема у чијем су се саставу налазили. Објекти у којима се одвијала здравствено-медицинска служба су и даље били у приватној својини.
Године 1960. дом здравља губи свој статус и постаје здравствена станица, а у наредне четири године поново су испуњени сви услови па 1964. године постаје поново дом здравља. Након тог периода почиње развој здравствене службе као и припреме за изградњу објекта Дома здравља у Сопоту.
Дана 2. јула 1973. године отворена је данашња зграда, једноспратна и дугачка 70 метара, површине око 2400 м2. Зграда је од тада више пута реновирана, али се водило рачуна да се не наруши њен првобитно изглед чији је творац архитекта Дока Радомировић.
Према попису из 2021. године у сопотском дому здравља је више од 100 запослених, а здравствена заштитна је организована кроз 7 служби у згради Дома здравља Сопот и још 7 издвојених објеката у Раљи, Губеревцу, Дучини, Малој Иванчи, Малом Пожаревцу, Рогачи и Стојнику.